# Julio Cascante
Julio César Cascante Solórzano (sinh ngày 3 tháng 10 năm 1993) is a Costa Rican footballer, thi đấu cho the Portland Timbers of Major League Soccer ở vị trí hậu vệ.

## Sự nghiệp
Following a career in his native Costa Rica cùng với Orión, Universidad de Costa Rica và Deportivo Saprissa, Cascante ký hợp đồng với MLS side Portland Timbers vào ngày 2 tháng 1 năm 2018.